# あなたがいた森
「あなたがいた森」（あなたがいたもり）は、樹海のデビューシングル。

## 概要
2006年3月15日に発売された。作詞は渡辺愛未、作曲は出羽良彰、編曲は出羽良彰・渡辺善太郎。
SISTUS RECORDS所属第2弾アーティストの樹海にとってデビューシングルとなる作品。初回プレス盤にはアニメ『Fate/stay night』キャラクターカードが封入されている。

## 収録曲
1. あなたがいた森
  - CTC系UHF6局ネットアニメ『Fate/stay night』エンディングテーマ

出羽によれば、「聴き終わった後に何かを考えさせられるような感覚」で制作された壮大なバラードであると語った。作詞に関しては愛未が「切なさだけを追求していった感じ」で書き上げたと述べている[要出典]。
2. SAKURA difference
タイトル曲「あなたがいた森」のバラードとは相反した明るいポップナンバー。愛未が楽曲の世界観に「春」を感じたため、桜とテーマとして歌詞が書き上げられた[要出典]。
3. あなたがいた森 -instrumental-
4. SAKURA difference -instrumental-